# Boeisel
Het boeisel of boeiing van een schip is de bovenste rand van de zijkant van het schip, het boord. Het boeisel bevindt zich boven het berghout en onder het potdeksel. Het boeisel is geen onderdeel van de dragende constructie van het schip en dient om hoge golven buitenboord te houden.